# 弗里茨·拉班德
弗里茨·拉班德（德語：Fritz Laband，1925年11月1日—1982年1月3日），德国男子足球运动员，场上位置是后卫。他曾代表西德国家队参加1954年国际足联世界杯，结果队伍获得冠军。